# アンテフ7世
アンテフ7世（Intef VII）は、古代エジプト第17王朝の第5代または6代ファラオ（王）。資料によってはアンテフ8世とも呼ばれる。即位名はセケムラー・ヘルウヘルマアト。

## 概要
統治の実態が不明瞭な王が多い第17王朝でも特に史料が乏しく、ルーヴル美術館に所蔵されている棺が唯一知られている遺品である。そのため、実際に王として統治していたか疑わしいと考える研究者もいる。Ryholtは棺にインクで記された即位名が、後から付け加えられたものであることに注目し、アンテフ7世は先代の王アンテフ6世の共同統治者あるいは摂政で、早世したために本来アンテフ6世のために用意された棺に入れられて埋葬されたと推測している。対してドドソンは、王が即位から数か月程で死亡したために適切な棺を用意することができず、間に合わせの棺に名前を書き加えて使用したと推測している。

### 家族構成
先代の王との関係は分かっていない。アンテフ6世の王妃セベクエムサフは「王の姉妹」という称号を与えられており、この王がアンテフ7世のことである可能性がある。しかし、その後継者のセベクエムサフ2世かセナクトエンラーのことである可能性もあるため、現時点では確証が得られていない。

### 名前について
セケムラー・ヘルウヘルマアト・アンテフがアンテフの名前で呼ばれた何人目の王であるかは、第二中間期の歴史的史料が乏しいこともあり、正確には分かっていない。多くの研究者は、暫定的にアンテフ7世もしくは8世と呼んでおり、この記事では最新の資料に従ってアンテフ7世と表記しているが、今後の発見次第では数字が繰り上げられる可能性がある。

### 外部サイト
- “第17王朝(紀元前1,580～1,550年頃)”. 古代エジプト史料館. 2017年7月10日閲覧。